# Pardoglossum tubiflorum
Pardoglossum tubiflorum là loài thực vật có hoa trong họ Mồ hôi. Loài này được (Murb.) Barbier & Mathez mô tả khoa học đầu tiên năm 1973.